# Changy (Marne)
Changy ist eine französische Gemeinde im Département Marne in der Region Grand Est. Sie hat eine Fläche von 6,2 km² und 116 Einwohner (2022).

## Geografie
Die Gemeinde Changy liegt etwa zehn Kilometer nordöstlich von Vitry-le-François an der Mündung der Vière in die Chée. Umgeben wird Changy von den Nachbargemeinden Bassuet im Norden, Vavray-le-Grand im Nordosten, Heiltz-l’Évêque im Osten, Outrepont im Südosten, Merlaut im Süden sowie Saint-Quentin-les-Marais im Westen.

## Bevölkerungsentwicklung
| Jahr                       | 1962 | 1968 | 1975 | 1982 | 1990 | 1999 | 2006 | 2008 | 2018 |
| -------------------------- | ---- | ---- | ---- | ---- | ---- | ---- | ---- | ---- | ---- |
| Einwohner                  | 148  | 137  | 122  | 124  | 144  | 144  | 122  | 116  | 117  |
| Quellen: Cassini und INSEE |      |      |      |      |      |      |      |      |      |